# Montclar de Lauragués
Montclar de Lauragués (francès Montclar-Lauragais) és un municipi francès situat al departament de l'Alta Garona i a la regió d'Occitània.